# Historische Altstadt Meiningen

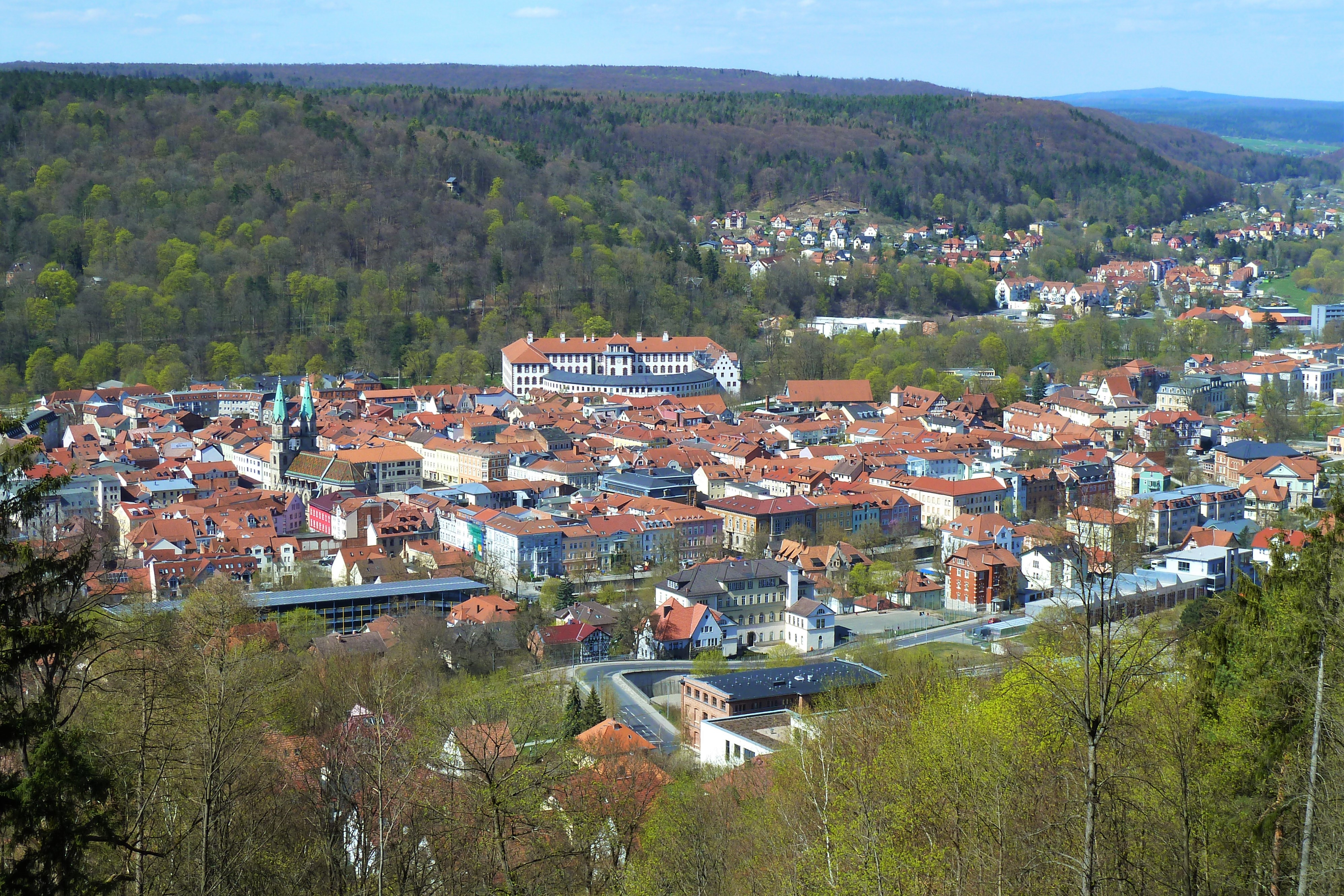
Blick auf den Großteil der historischen Altstadt mit Stadtkirche und Schloss Elisabethenburg

Die Historische Altstadt von Meiningen ist der im Mittelalter entstandene rund 25 Hektar große Stadtkern innerhalb der ehemaligen Stadtbefestigung. Sie ist als Denkmalensemble Teil des seit 1991 laufenden Förderprogramms Städtebaulicher Denkmalschutz, das unter dem Projektnamen „Meininger Altstadt“ mit insgesamt 94 Hektar fast das gesamte Stadtzentrum umfasst. 2015 hatte die Meininger Altstadt 3412 Einwohner.

## Lage
Der historische Stadtkern liegt auf einer Höhe von 287 m über NN und nimmt den südlichen Teil des in der geografischen Mitte der Stadt Meiningen liegenden Stadtteils Zentrum beziehungsweise der Innenstadt ein. Der Stadtkern ist heute von der nördlichen Innenstadt rund um den Englischen Garten, dem Innenstadtbereich entlang der Neu-Ulmer-Straße im Osten, dem westlichen Innenstadtbereich Auf dem Mittleren Rasen und dem Stadtteil Südstadt (Georgenvorstadt) umgeben. Eine deutliche Abgrenzung zu diesen Stadtteilen stellen die beiden mittelalterlichen „Bleichgräben“ genannten Wassergräben mit Wall und der „Mühlgraben“ dar. Bis 1974 führte die Bundesstraße 19 in Nord-Süd-Richtung mitten durch die Altstadt.

## Beschreibung

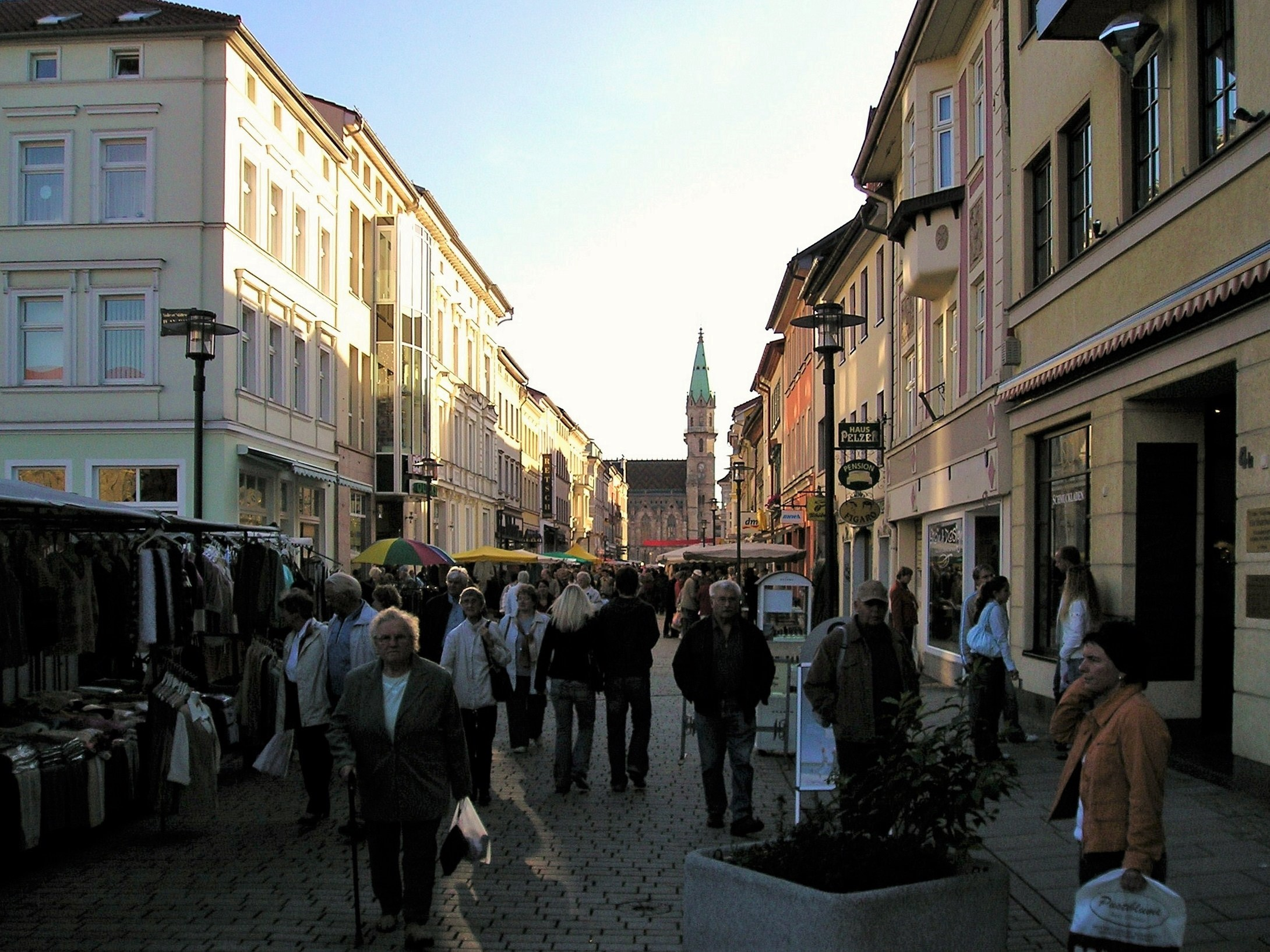
Hauptgeschäftsstraße Georgstraße

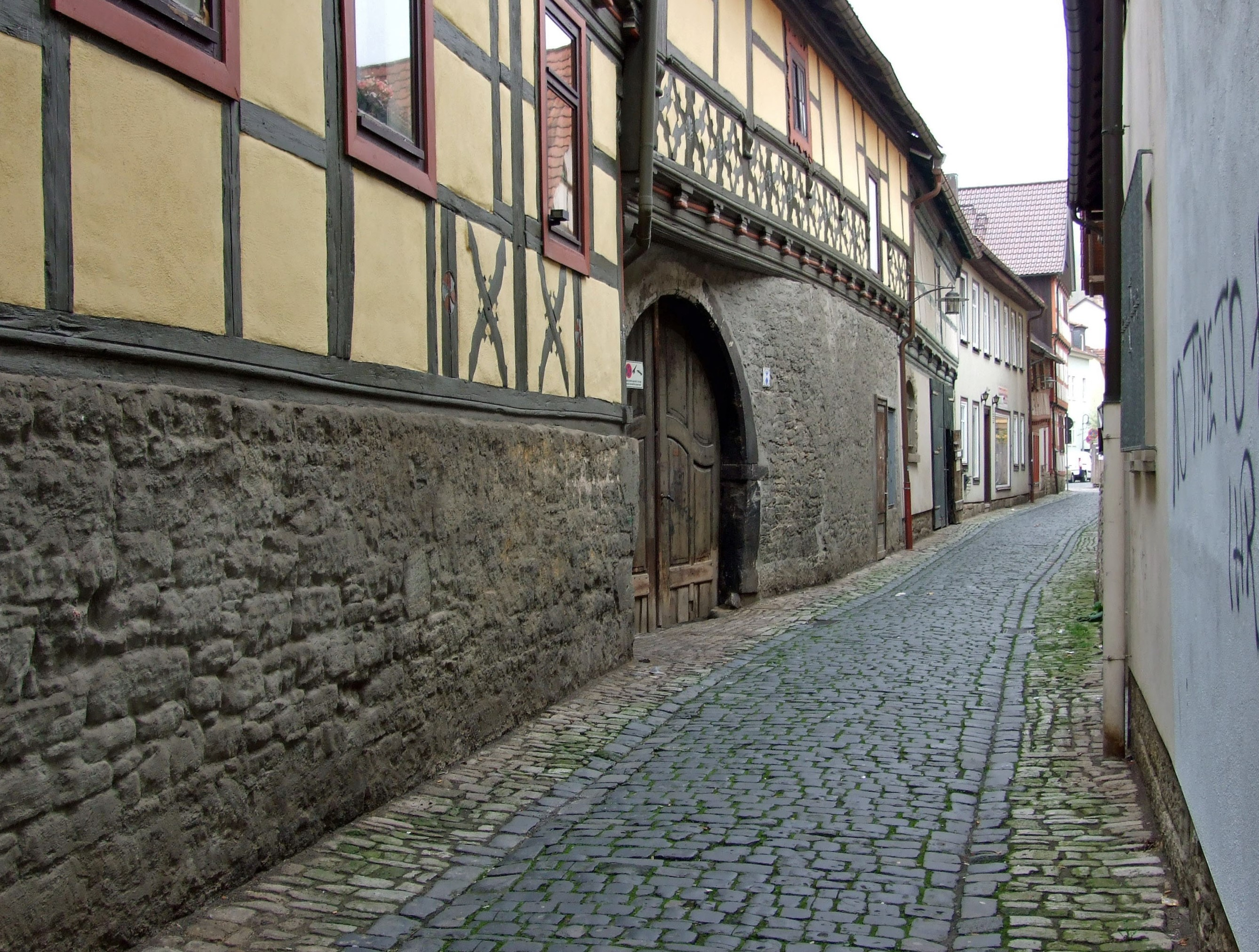
Mittelalterliche Postgasse im 1. Viertel

Die historische Altstadt besteht aus der eigentlichen Altstadt und dem Gebiet um das Schloss Elisabethenburg (bis 1682: Burg Meiningen), die ab dem Mittelalter bis um 1820 von einer Stadtbefestigung mit einer doppelten Stadtmauer, einem davorliegenden dreifachen Wassergrabensystem im Norden, Osten, Süden sowie Mühlgraben und Werra im Westen komplett umwehrt waren. Der Umriss der Altstadt ist an den bis heute erhaltenen Wassergräben und Mühlgraben deutlich erkennbar. Der Stadtkern ist in vier Stadtviertel unterteilt, die sich um den zentral gelegenen Marktplatz gruppieren. Die Grenzen bilden die von Nord nach Süd verlaufenden Straßenzüge Georgstraße und Anton-Ulrich-Straße und die von West nach Ost verlaufenden Straßen Fischergasse, Schlundgasse und Untere Kaplaneistraße. In der DDR-Zeit benannte man die Viertel als Wohnbezirke 3, 4, 17 und 18.
Das 1. Viertel nimmt den Südwesten der Altstadt ein. Sehenswerte Bauten sind hier einige Fachwerkhäuser, das Schlundhaus und die Katholische Kirche. Dieses Quartier litt während der DDR-Zeit besonders unter dem Verfall, was schließlich zu zahlreichen Gebäudeabrissen insbesondere an den äußeren Randgebieten führte. Hier stehen heute drei- bis fünfgeschossige Plattenbauten, im Baustil dem Altstadtumfeld angepasst.
Im nordwestlich gelegenen 2. Viertel befinden sich unter anderem das Schloss Elisabethenburg und das Theatermuseum. Baulich ist das Viertel vielfältig geprägt, neben den herzoglichen Bauten finden sich Fach- und Bürgerhäuser, mehrere Jugendstilbauten, einige moderne Gebäude und klassizistische Häuserblocks als Karree. Ein besonderes Baudenkmal ist eines der wenigen vom Stadtbrand verschonten Gebäuden an der Hauptgeschäftsstraße „Georgstraße“ → das Fachwerkhaus Büchnersches Hinterhaus.

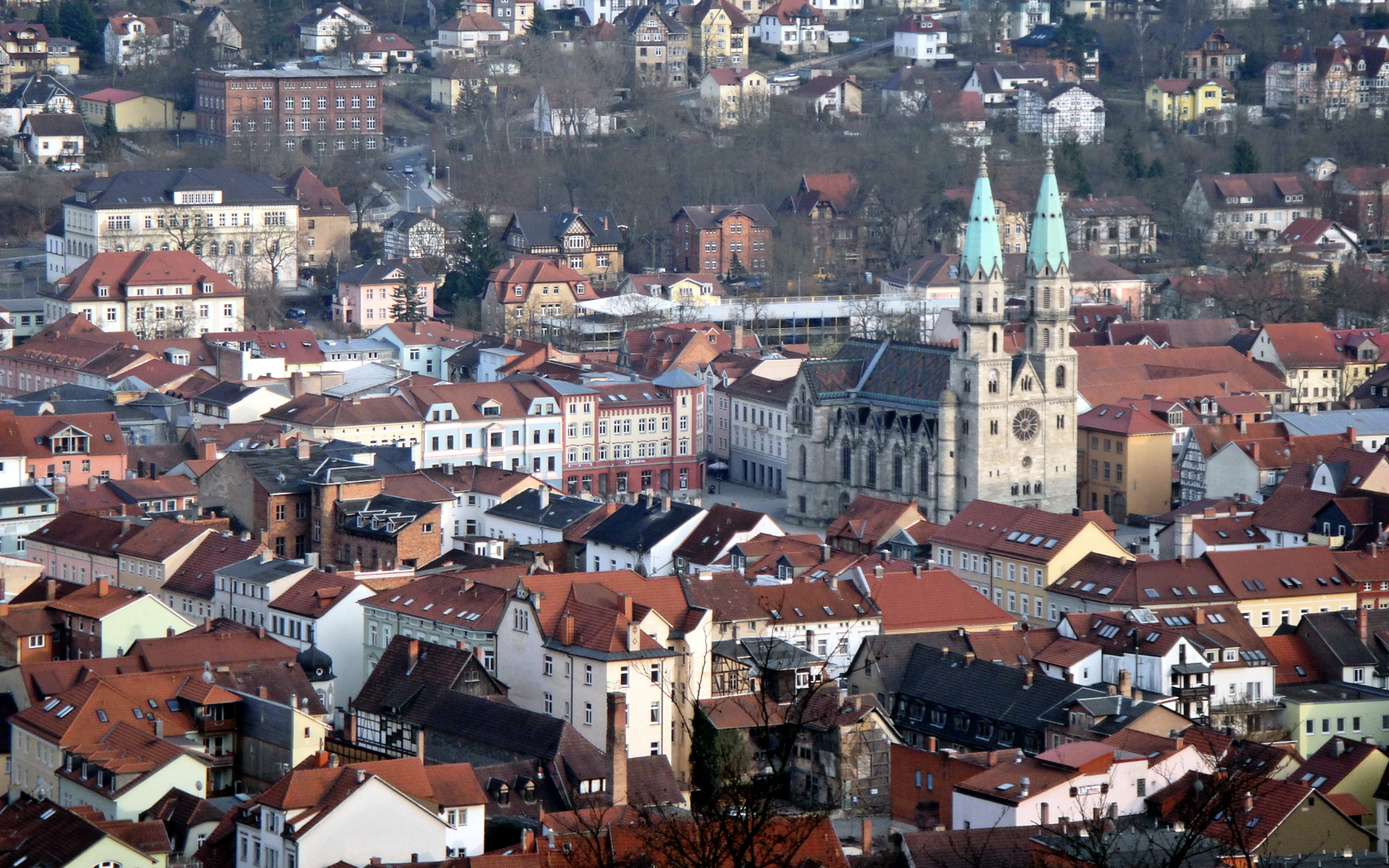
Zentrum der Altstadt mit Markt und Stadtkirche

Das größte Quartier der Altstadt bildet das 3. Viertel im Nordosten. Es entstand nach dem großen Stadtbrand von 1874 fast komplett neu. Das Viertel besteht aus im Karree angelegte Häuserblocks, die von geradlinigen Straßen durchzogen werden und deren Blockrandbebauung durchgehend aus massiven in klassizistisch eklektizistischen Stil errichteten drei- bis viergeschossigen Bauwerken besteht. Bedeutend sind der Marktplatz, das Postamt, das Meininger Landtagsgebäude und einzelne Stadtvillen. Auch einige moderne Bauten sind hier entstanden.
Als Keimzelle der Stadt gilt das 4. Viertel, das meist als „Altstadtquartier Töpfemarkt“ bezeichnet wird. Es ist geprägt von engen Gassen und kleinen Plätzen, deren Raster sich im Laufe der Jahrhunderte kaum veränderte. Hier stehen überwiegend zwei- bis dreigeschossige verputzte und unverputzte Bürger- und Fachwerkhäuser. Die durch teilweisen Abriss entstandenen Leerflächen haben bei der Wiederbebauung ein besonderes Augenmerk beim Förderprogramm Stadtumbau Ost.  Als Bauten sind hier die Stadtkirche am Südrand des Marktes, die „Fronveste“, das Steinerne Haus und das „Hartung’sche Haus“ hervorzuheben.

## Geschichte
→ Siehe Hauptartikel: Geschichte der Stadt Meiningen, Abschnitte bis: „Meiningen als Haupt- und Residenzstadt“.

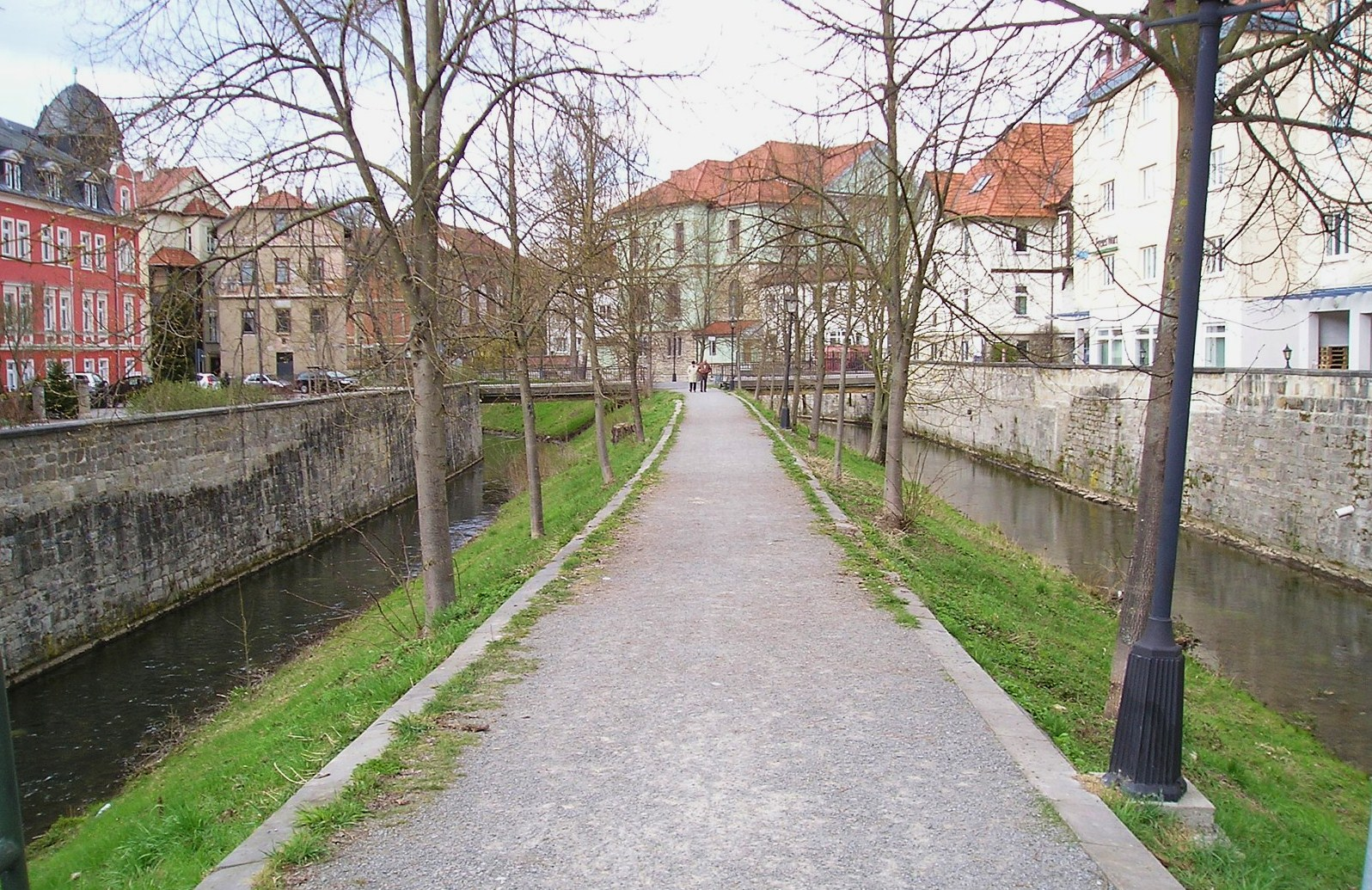
Die Bleichgräben, Teil der ehemaligen Stadtbefestigung, links die Altstadt

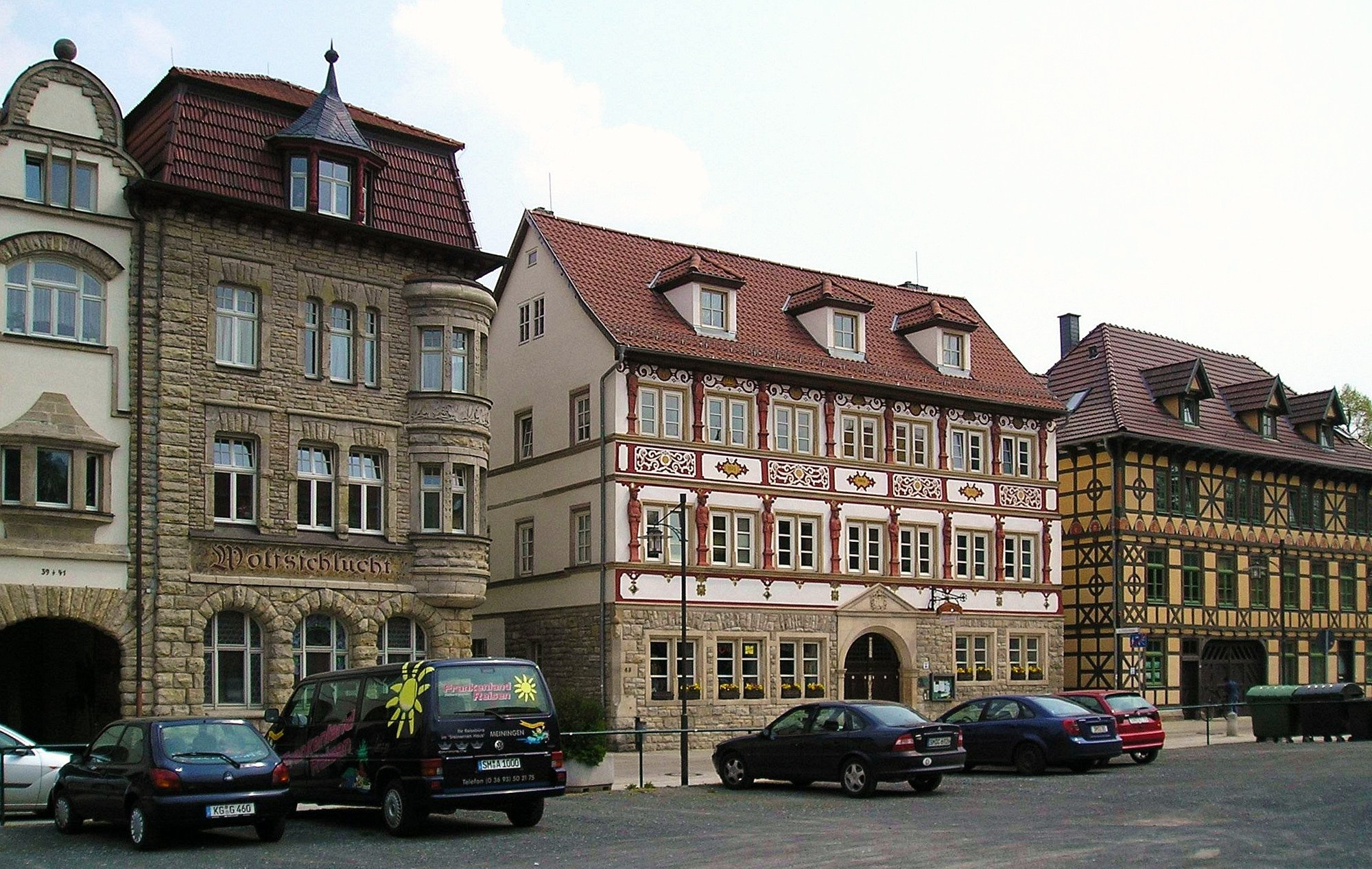
Straßenzeile im südlichen Teil der Altstadt mit dem Steinernen Haus

Entstanden ist die historische Altstadt ab dem Zeitraum um 1000, als der Marktplatz angelegt wurde und der Baubeginn der heutigen Stadtkirche war. Zuerst wurde das Gebiet um den Töpfemarkt bebaut, ehe man bis zum Ende des 13. Jahrhunderts die restlichen Wohnviertel mit gleichmäßigem Straßenraster anlegte und schließlich die gesamte Stadt zuerst mit Wassergräben und ab dem 13. Jahrhundert mit Stadtmauern umwehrte. Im Norden und Süden standen die beiden Haupttore als Tortürme, denen später Ravelinen vorgelagert wurden. Im 15. Jahrhundert vernichteten mehrere Stadtbrände fast die gesamte Stadt. Von 1500 bis Anfang des 17. Jahrhunderts wuchs die Bevölkerung von rund 2200 auf etwa 4800 Bürger an. Im Dreißigjährigen Krieg verlor die Stadt durch Tod und Vertreibung 70 % ihrer Einwohner und durch Verfall und Zerstörung 40 % der Bebauung. Seit 1692 prägt das neuerbaute Schloss Elisabethenburg entscheidend das Stadtbild mit. Zur Zeit des aufgeklärten Absolutismus um 1800 beseitigte man bis auf wenige Überreste die Stadtmauer, Tortürme und den äußersten Stadtgraben und es entstanden die ersten Vorstadtstraßen.
1874 legte der große Stadtbrand rund ein Drittel des Stadtkerns in Schutt und Asche. Der Wiederaufbau erfolgte mit Bürgerhäusern und öffentlichen Gebäuden im Stil des Eklektizismus (Historismus). Die Stadt wuchs von da an weit über ihre mittelalterlichen Grenzen hinaus und die bisherige Stadt wurde zur Altstadt. Im Zweiten Weltkrieg zerstörte ein Luftangriff die Westseite des Marktes mit Rathaus und Stadtsparkasse sowie große Teile der südöstlichen Altstadt. In der DDR-Zeit waren insbesondere der Westen und Süden der Altstadt dem Verfall preisgegeben, die in den 1980er Jahren mit großflächigen Abrissen im Westteil und im Gebiet Töpfemarkt einhergingen. Im Westteil entstanden so 1989–1991 eine Reihe von drei- bis fünfgeschossige Plattenbauten. Viele der nicht mehr vorhandenen Altstadtansichten hielt die Malerin Trude Graef zuvor auf ihren Aquarellen fest, die so eine wichtige Dokumentation bilden. Seit 1991 wird mit Hilfe der Förderprogramme Sanierungs- und Entwicklungsmaßnahmen und Städtebaulicher Denkmalschutz und seit 2002 mit dem Förderprogramm Stadtumbau Ost die historische Altstadt saniert.